# Teratosperma singulare
Teratosperma singulare är en svampart som beskrevs av Syd. & P. Syd. 1909. Teratosperma singulare ingår i släktet Teratosperma, divisionen sporsäcksvampar och riket svampar.   Inga underarter finns listade i Catalogue of Life.